# Памятник Сибелиусу
Ян Сибелиус — финский композитор. Ян Сибелиус стал автором неофициального гимна Финляндии, запрещённого во время царствования Николая II. Финны хранят память о своём знаменитом соотечественнике, увековечивая его память в названиях улиц, мемориальных досках и памятниках.
Самый известный и посещаемый туристами памятник Сибелиусу был открыт через 10 лет после его смерти в 1967 году. Автор Эйла Хилтунен трудилась над памятником несколько лет. В результате свет увидел ансамбль из нескольких сотен труб, что до сих пор вызывает неоднозначные эмоции жителей и гостей Хельсинки. Как бы там ни было, но этот памятник Яну Сибелиусу — наиболее часто посещаемое туристами место в столице.

Трубы органа
Вид снизу